# 46e cérémonie des International Emmy Awards
Pour la cérémonie principale des Emmy Awards récompensant les programmes télévisés diffusés en primetime aux États-Unis, voir la 69e cérémonie des Primetime Emmy Awards.
La 46e cérémonie des International Emmy Awards, décernés par l'International Academy of Television Arts and Sciences, a eu lieu le 19 novembre 2018, et a récompensé les programmes télévisés internationaux diffusés au cours de la saison 2017-2018.

## Palmarès

### Meilleur programme artistique
- Etgar Keret, gebaseerd op een waar verhaal

### Meilleur acteur
- Lars Mikkelsen pour Au nom du père

### Meilleure actrice
- Anna Schudt pour Ein Schnupfen hätte auch gereicht

### Meilleure comédie
- Nebsu

### Meilleur documentaire
- Goodbye Aleppo

### Meilleure série dramatique
- La Casa de Papel

### Meilleur programme de divertissement non-scénarisé
- Hoe Zal Ik Het Zeggen?

### Meilleure telenovela
- Ouro Verde

### Meilleur téléfilm / mini-série
- Man in an Orange Shirt

### Meilleur programme de prime-time non-anglais
- El Vato